# Annica Hansen
Annica Hansen (nacida Annika Hansen; Duisburgo, Renania del Norte-Westfalia, 16 de octubre de 1982) es una modelo, actriz y presentadora alemana.

## Carrera
Hansen creció en Tönisvorst y se mudó durante su tiempo escolar a Krefeld. A la edad de dieciocho años comenzó su carrera de modelo y se mudó a Colonia. Durante sus estudios de matemáticas y gestión de la confección textil comenzó a trabajar como modelo publicitaria y de catálogo.
En 2004 apareció por primera vez en televisión como entrenadora deportiva en el programa de Sat.1 Kämpf um deine Frau. Recibiendo lecciones de elocución en ese momento, también participó en la serie de televisión de 2004 Schulmädchen y posteriormente apareció de 2005 a 2006 como actriz de reparto en las telenovelas Verbotene Liebe y Unter uns.

## Filmografía

### Televisión
| Año           | Título                                     | Papel | Nota                     |
| ------------- | ------------------------------------------ | ----- | ------------------------ |
| 2004          | Schulmädchen                               |       |                          |
| 2004          | Kämpf um Deine Frau                        |       |                          |
| 2005          | Verbotene Liebe                            |       |                          |
| 2006          | Unter uns                                  |       |                          |
| 2008          | Männer TV                                  |       | Presentadora             |
| 2010          | Push – Das Sat.1-Magazin                   |       | Reportera                |
| 2010-presente | Galileo                                    |       | Reportera                |
| 2011          | Das Model und der Freak                    |       |                          |
| 2011          | Das perfekte Promi-Dinner                  |       | Co-reportera             |
| 2011          | Race of Champions                          |       |                          |
| 2011-2012     | ReitTV - Das Pferde- und Reitsportmagazin  |       | Presentadora             |
| 2011-2013     | TV Total Turmspringen                      |       |                          |
| 2012          | Annica Hansen – Der Talk                   |       | Presentadora             |
| 2012          | ADAC GT Masters                            |       | Co-reportera             |
| 2013          | Wie werd’ ich …?                           |       | Presentadora             |
| 2013          | Elton zockt – Live                         |       | Reportera y presentadora |
| 2013-2014     | Teuer oder Billig – wir testen die Besten! |       | Reportera                |
| 2014          | Europa-Park TV                             |       |                          |
| 2014          | Taff                                       |       | Presentadora             |
| 2014          | TV total Wok-WM                            |       |                          |